# バーグラント
バーグラント（英:The Vagrant）は、1992年のクリス・ウェイラス監督によるホラー映画である。原題の意味は「浮浪者」。

## 概要
若いエリート青年が、一人の浮浪者により崩壊してゆく様を描いたホラー・コメディー映画。監督は「ザ・フライ2 二世誕生」のクリス・ウェイラス。また、製作総指揮をメル・ブルックスが務めている。

## あらすじ
グラハム・クラカウスキーは金融機関で働くサラリーマン。彼は貯金をはたいてついに夢のマイホームを手に入れる。ところが家を買ったその日から、家の中をうろつく不審な影を見つける。その不審な影というのはバーグラント（ホームレス）で、グラハムは怖くなって警察に通報。バーグラントは一時期は姿を消すものの、彼の前にまた姿を現し、なんと夢にまで出てくるようになってしまった。
グラハムは防犯設備を家に設置するが、やはりバーグラントは家の中へ進入してくる。そんなある日のこと、近所で殺人事件が発生。被害者は皆グラハムの知人。しかも、死体の一部が彼の家の中から発見されたのである。

## キャスト
- グラハム・クラカウスキー:ビル・パクストン（堀内賢雄）
- バーグラント:マーシャル・ベル（島香裕）
- バーファス警部:マイケル・アイアンサイド（池田勝）
- フィームスター:スチュアート・パンキン（西村知道）
- ミセス・ハウラー:ミルドレッド・ブリオン（鈴木れい子）
- ドティー:パトリカ・ダーボ（ならはしみき）
- チャック:マーク・マクルーア
- エディ・ロバーツ:ミッチ・カプチャー（田中敦子）
- X-レイズ:セオドア・ウィルソン（清川元夢）

## 興行収入
この映画は、8つの劇場で一週間だけ公開され、初週末で4300ドルを稼ぎ出し、最終的な興行収入は合計5900ドルであった。